# آهن (III) سولفات
سولفات آهن(III) (به انگلیسی: Iron(III) sulfate) با فرمول شیمیایی Fe۲(SO۴)۳ که به فارسی زاج زرد یا زاج شتردندان و در منابع کهن قلقطار یا زاج رومی خوانده می‌شود، ترکیب شیمیایی با شناسه پاب‌کم ۲۴۸۲۶ است. که جرم مولی آن 399.88 g/mol (anhydrous)489.96 g/mol (pentahydrate) 562.00 g/mol (enneahydrate) می‌باشد. شکل ظاهری این ترکیب، بلورهای سفید متمایل به خاکستری است. 
سولفات آهن 3 ظرفیتی کاربرد کمتری دارد چرا که از رطوبت بالایی برخوردار است.

## تولید
سولفات آهن(III) در مقیاس زیاد از طریق واکنش دادن اسید سولفوریک با یک محلول داغ از سولفات آهن و یک عامل اکسیدکننده (مانند اسید نیتریک یا هیدروژن پراکسید) تولید می‌شود.